# أستراليون
الأستراليون، والمعروفون بالعامية باسم Aussies، هم المواطنون والأفراد المرتبطون بدولة أستراليا. قد يكون هذا الارتباط سكنيًا أو قانونيًا أو تاريخيًا أو عرقيًا ثقافيًا. بالنسبة لغالبية الأستراليين، تتشكل هويتهم من خلال واحد أو أكثر من هذه الروابط، التي تشكل مجتمعة هويتهم الأسترالية. لا ينص القانون الأسترالي على مكون عرقي أو إثني للجنسية، بل يعتمد بدلاً من ذلك على الجنسية كوضع قانوني.
منذ فترة ما بعد الحرب، اتبعت أستراليا سياسة رسمية للتعددية الثقافية ولديها ثامن أكبر عدد من المهاجرين في العالم، حيث مثل المهاجرون 30 بالمائة من السكان في عام 2019.
بين الاستعمار الأوروبي في عام 1788 والحرب العالمية الثانية، جاءت الغالبية العظمى من المستوطنين والمهاجرين من الجزر البريطانية في المملكة المتحدة وأيرلندا (بشكل رئيسي إنجلترا وأيرلندا وويلز واسكتلندا)، ومع ذلك، حدثت هجرة ملحوظة من الصين وألمانيا خلال القرن التاسع عشر. العديد من المستوطنات الأولية كانت بمثابة مستعمرات جزائية لاستيعاب المدانين المنقولين. شهدت الهجرة ارتفاعًا تدريجيًا، مع زيادة عدد السكان في خمسينيات القرن التاسع عشر بسبب حمى الذهب المتعاقبة [الإنجليزية] .
في العقود التي تلت الحرب العالمية الثانية مباشرة، استقبلت أستراليا موجة كبيرة من الهجرة من جميع أنحاء أوروبا، حيث وصل عدد أكبر من المهاجرين من جنوب وشرق أوروبا مقارنة بالعقود السابقة. منذ أواخر السبعينيات، وبعد انتهاء سياسة أستراليا البيضاء في عام 1973، استمرت موجة كبيرة ومستمرة من الهجرة إلى أستراليا من جميع أنحاء العالم حتى القرن الحادي والعشرين، وأصبحت آسيا الآن أكبر مصدر للمهاجرين. تنحدر نسبة قليلة من الأستراليين من السكان الأصليين في أستراليا، الذين يتألفون من السكان الأصليين الأستراليين وسكان جزر مضيق توريس.
بدأ تطور الهوية الأسترالية المميزة والطابع الوطني في القرن التاسع عشر. اللغة الأساسية هي الإنجليزية الأسترالية. أستراليا هي موطن لمجموعة متنوعة من الثقافات، نتيجة لتاريخها من الهجرة. منذ عام 1788، كانت الثقافة الأسترالية في المقام الأول ثقافة غربية تأثرت بشدة بالمستوطنين الأنجلو سلتيك الأوائل. مع استمرار السكان الأستراليين الآسيويين في التوسع والازدهار نتيجة للتغيرات في التركيبة الديموغرافية للمهاجرين وزيادة التفاعل الاقتصادي والثقافي مع الدول الآسيوية، شهدت أستراليا الظهور التدريجي لـ "المجتمع الأوراسي" في مراكزها الحضرية الرئيسية، يمزج هذا المجتمع بين المواد الأوروبية والآسيوية والثقافة الشعبية ضمن سياق أسترالي مميز. وتشمل التأثيرات الأخرى ثقافة السكان الأصليين الأستراليين، والتقاليد التي جلبتها إلى البلاد موجات الهجرة من جميع أنحاء العالم، وثقافة الولايات المتحدة. أدى الاختلاف الثقافي والتطور الذي حدث على مر القرون منذ الاستيطان الأوروبي إلى ظهور ثقافة أسترالية مميزة.

## الديانة
أستراليا ليس لديها دين رسمي. يحظر دستورها على حكومة الكومنولث (ولكن ليس على الولايات) الاعتراف بالأديان أو التدخل في الحرية الدينية.
في تعداد عام 2021، تم تحديد 38.9% من السكان على أنهم "ليس لديهم دين"، ارتفاعًا من 15.5% في عام 2001. أكبر ديانة هي المسيحية (43.9% من السكان). أكبر الطوائف المسيحية هي الكنيسة الرومانية الكاثوليكية (20% من السكان) والكنيسة الأنجليكانية في أستراليا (9.8%). أدت الهجرة المتعددة الثقافات منذ الحرب العالمية الثانية إلى نمو الديانات غير المسيحية، وأكبرها الإسلام (3.2%) والهندوسية (2.7%) والبوذية (2.4%) والسيخية (0.8%) واليهودية. 0.4%).
في عام 2021، أعلن ما يقل قليلاً عن 8000 شخص عن انتمائهم إلى ديانات السكان الأصليين التقليدية. وفقًا لأساطير السكان الأصليين الأستراليين والإطار الوثني الذي تطور في أستراليا الأصلية، فإن زمن الحلم هو عصر مقدس شكلت فيه الكائنات الروحية الطوطمية للأسلاف الخلق. أنشأ زمن الحلم قوانين وهياكل المجتمع والاحتفالات التي تم إجراؤها لضمان استمرارية الحياة والأرض.

## تعداد السكان
يقدر عدد السكان المقيمين الأستراليين بـ 27,490,000 (تعداد 17 فبراير 2024). وهذا العدد لا يشمل الأستراليين المقيمين في الخارج. في عام 2015، كان 2.15% من السكان الأستراليين يعيشون في الخارج، وهي واحدة من أدنى النسب في جميع أنحاء العالم. وأقل بكثير من العديد من الدول الأخرى في منظمة التعاون الاقتصادي والتنمية.

### تعداد السكان التاريخي
البيانات الواردة في الجدول التالي مصدرها مكتب الإحصاءات الأسترالي. تقديرات السكان لا تشمل السكان الأصليين قبل عام 1961. تتراوح تقديرات السكان الأصليين قبل الاستيطان الأوروبي من 300.000 إلى مليون نسمة، وتشير الاكتشافات الأثرية إلى أن عدد السكان المستدام يبلغ حوالي 750.000 نسمة.
| مستعمرة ملكية (ما قبل الفيدرالية) |            |       |            |
| السنة                             | عدد السكان | السنة | عدد السكان |
| 1788                              | 859        | 1848  | 332,328    |
| 1798                              | 4,588      | 1858  | 1,050,828  |
| 1808                              | 10,263     | 1868  | 1,539,552  |
| 1818                              | 25,859     | 1878  | 2,092,164  |
| 1828                              | 58,197     | 1888  | 2,981,677  |
| 1838                              | 151,868    | 1898  | 3,664,715  |

| السنة | السكان    | % نسبة التغير |
| ----- | --------- | ------------- |
| 1901  | 3,788,123 | –             |
| 1906  | 4,059,083 | 7.2           |
| 1911  | 4,489,545 | 10.6          |
| 1916  | 4,943,173 | 10.1          |
| 1921  | 5,455,136 | 10.4          |
| 1926  | 6,056,360 | 11.0          |
| 1931  | 6,526,485 | 7.8           |
| 1936  | 6,778,372 | 3.4           |

| السنة | السكان     | % نسبة التغير |
| ----- | ---------- | ------------- |
| 1941  | 7,109,898  | 4.9           |
| 1946  | 7,465,157  | 5.0           |
| 1951  | 8,421,775  | 12.8          |
| 1956  | 9,425,563  | 11.9          |
| 1961  | 10,548,267 | 11.9          |
| 1966  | 11,599,498 | 10.0          |
| 1971  | 13,067,265 | 12.7          |
| 1976  | 14,033,083 | 7.4           |

| السنة         | السكان     | % نسبة التغير |
| ------------- | ---------- | ------------- |
| 1981          | 14,923,260 | 6.3           |
| 1986          | 16,018,350 | 7.3           |
| 1991          | 17,284,036 | 12.8          |
| 1996          | 18,310,714 | 5.9           |
| 2001          | 19,413,240 | 6.0           |
| 2006          | 20,848,760 | 7.4           |
| 2011          | 21,507,717 | 3.2           |
| 2014 (تقريبي) | 23,500,000 | 9.3           |